# Diplaspis cordifolia
Diplaspis cordifolia är en flockblommig växtart som först beskrevs av Joseph Dalton Hooker, och fick sitt nu gällande namn av Joseph Dalton Hooker. Diplaspis cordifolia ingår i släktet Diplaspis och familjen flockblommiga växter. Inga underarter finns listade i Catalogue of Life.